# Istoki
Istoki (biał. Істакі, Istaki; ros. Истоки, Istoki) – wieś na Białorusi, w obwodzie grodzieńskim, w rejonie lidzkim, w sielsowiecie Honczary, przy drodze magistralnej M11.

## Historia
W XIX i w początkach XX w. położone były w Rosji, w guberni wileńskiej, w powiecie lidzkim. Własność m.in. księcia Witgensteina.
W dwudziestoleciu międzywojennym leżały w Polsce, w województwie nowogródzkim, w powiecie lidzkim, do 11 kwietnia 1929 w gminie Honczary, następnie w gminie Bielica. W 1921 miejscowość liczyła 100 mieszkańców, zamieszkałych w 12 budynkach, w tym 51 Białorusinów i 49 Polaków. 78 mieszkańców było wyznania prawosławnego i 22 rzymskokatolickiego.
Po II wojnie światowej w granicach Związku Sowieckiego. Od 1991 w niepodległej Białorusi.